# مايكل هيليغبي
مايكل كافوي هيليغبي ((بالإنجليزية: Michael Helegbe)‏؛ مواليد 15 سبتمبر 1985 في أكرا، غانا) هو لاعب كرة قدم غاني يلعب مع نادي طرابلس في الدوري اللبناني الممتاز كلاعب وسط. مثّل منتخب غانا لكرة القدم. بدأ مايكل هيليغبي مسيرته الرياضية عام 2003 مع ليبرتي بروفيشنالز.

## روابط خارجية
- مايكل هيليغبي على موقع قاعدة بيانات كرة القدم.إي يو (الإنجليزية)
- مايكل هيليغبي على موقع ناشيونال فوتبول تيمز (الإنجليزية)
- مايكل هيليغبي على موقع Soccerway.com (الإنجليزية)